# 蔵田五郎左衛門
蔵田 五郎左衛門（くらた ごろうざえもん、生没年不詳）は、戦国時代から安土桃山時代にかけての武将、商人。越後上杉氏の家臣。出自は諸説あるが不明。「蔵田五郎左衛門」という名前の人物は少なくとも3人存在し、蔵田氏の当主となった人物が代々「五郎左衛門」の名を襲名した。
当時の貴重な繊維産業であった青苧事業を中心に、上杉氏の経済流通・財政管理、中央政権との外交折衝で動いていた。

## 経歴
越後守護代・長尾為景に御用商人として仕え、全国を信仰巡業する役目を担った。青苧の商業組合である「越後青苧座」の頭目となり、名目上、全国の青苧座を統括した。青苧は当時の越後の主要財源の繊維であったため、長尾氏（上杉氏）の経済力向上に大きく貢献した。
青苧に関する流通課税の徴収権を有する名門公家の三条西家に対して越後青苧に課税の減額談合を行なった。その後、徴税や青苧の京都移出などにたずさわった。
永禄3年（1560年）の上杉謙信の関東在陣中には春日山城を守り、永禄4年（1561年）の第四次川中島の戦いの際にも留守居をつとめた。